# Academia Istropolitana

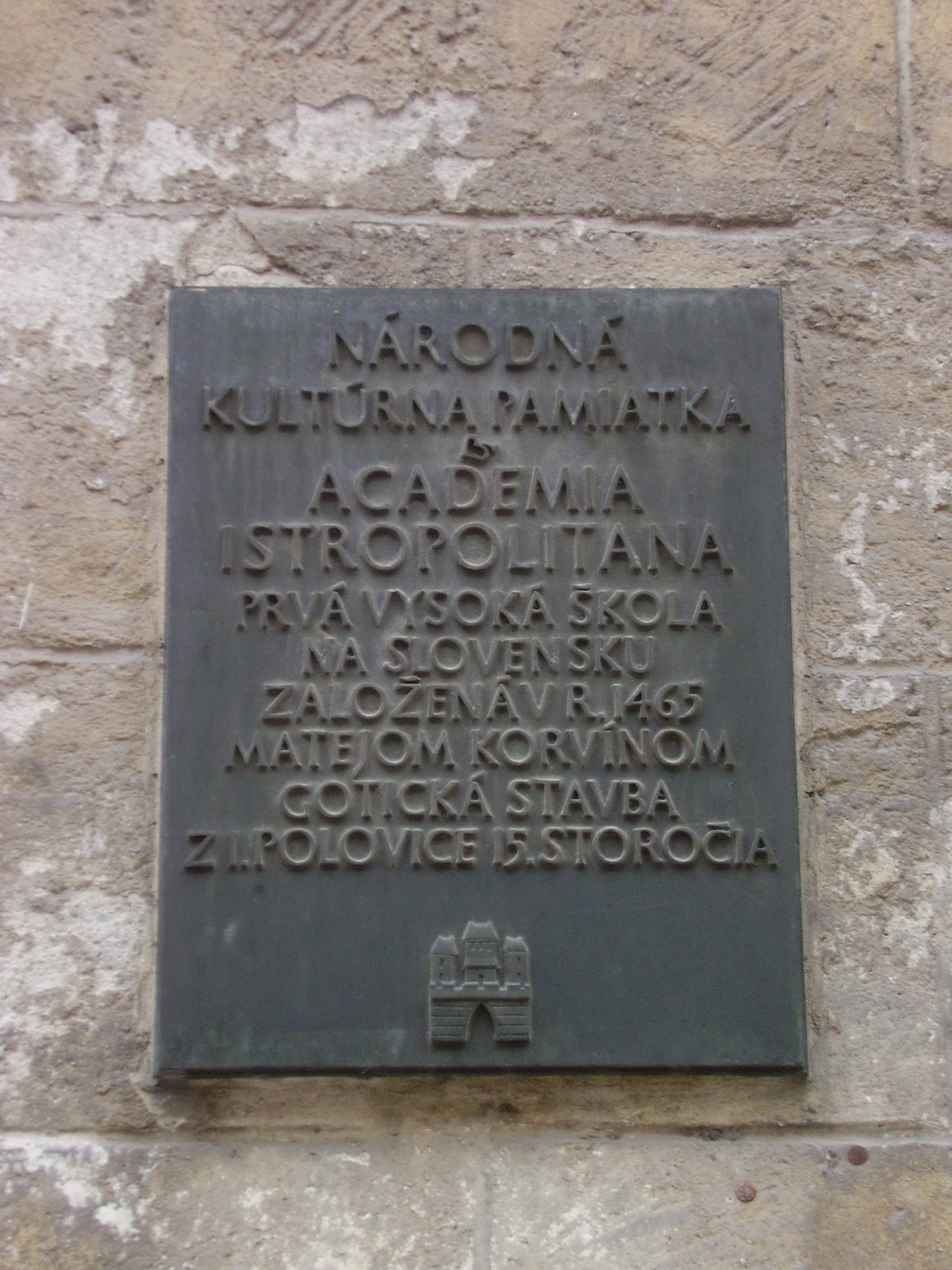
Nápis na budově

Universitas Istropolitana, od 16. století nazývaná Academia Istropolitana, (1465/1467 – cca 1491) v Bratislavě byla nejstarší univerzitou založenou na území Slovenska. Její název je odvozen od řeckého názvu Bratislavy Istropolis, což znamená Dunajské město (Ister = Dunaj, Polis = město).

## Dějiny
Univerzitu založil roku 1465 Matyáš Korvín, jenž požádal papeže Pavla II. o svolení k založení této vzdělávací instituce. Papež pověřil ostřihomského arcibiskupa Jana Vitéze ze Sredny a pécsského biskupa Jana Pannonia založením této jediné univerzity v Uhrách. O jejím umístění v Bratislavě (Prešpurku) rozhodl Matyáš Korvín.
Univerzita zahájila výuku o dva roky později na čtyřech fakultách – teologické, právnické, lékařské a artistické. První profesoři sem přešli z Vídně, později z italských univerzit a z polského Krakova. Roku 1472 byl Jan Vitéz uvězněn kvůli obvinění ze spiknutí, jehož cílem bylo zajistit uherský trůn pro polského krále Kazimíra IV. Nato řada učitelů univerzitu opustila.
Po dobytí Vídně Matyášem Korvínem roku 1485 a smrti rektora Juraje von Schönberg (1486) nastal postupný úpadek univerzity. Fungovat přestala v rozmezí let 1488 až 1490. Definitivně zanikla po smrti Matyáše Korvína, jenž její provoz financoval.
Dnes je budova sídlem Divadelní fakulty Vysoké školy múzických umění.